# التلذذ بالألم
الشَبَق الإيلاميّ أو التلذذ بالألم هو نوع من اللذة الجنسية المتولدة من خلال الألم الجسدي وغالبًا ما يستهدف مناطق الشهوة الجنسية. تشير الأبحاث إلى وجود اختلافات في كيفية معالجة الأفراد المصابين بالشَبَق الإيلاميّ للإشارات العصبية داخل أدمغتهم.